# Sympetrum fonscolombii
Sympetrum fonscolombii là loài chuồn chuồn trong họ Libellulidae. Loài này được Selys mô tả khoa học đầu tiên năm 1840.

## Hình ảnh

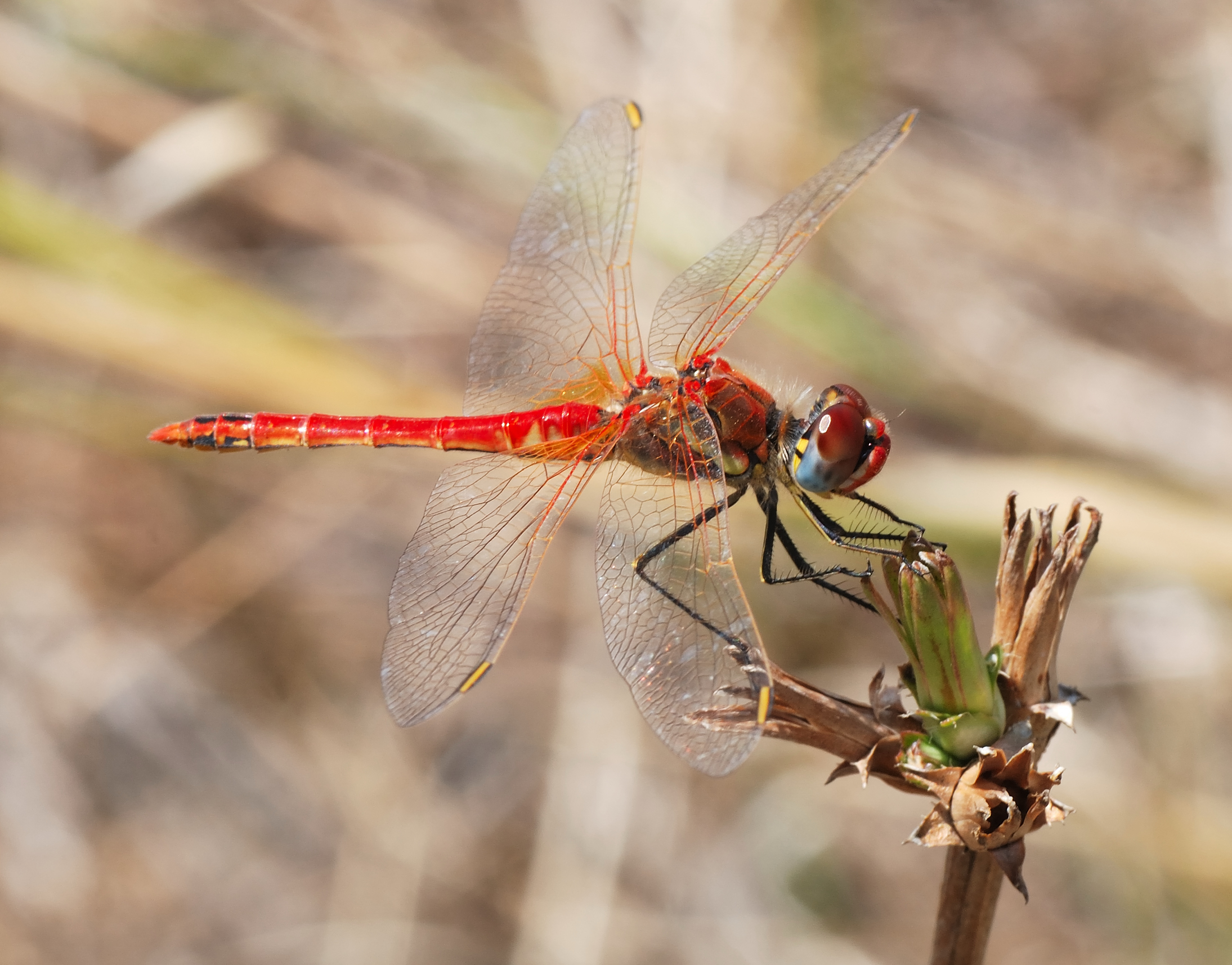
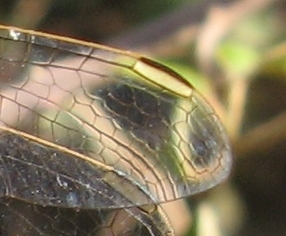
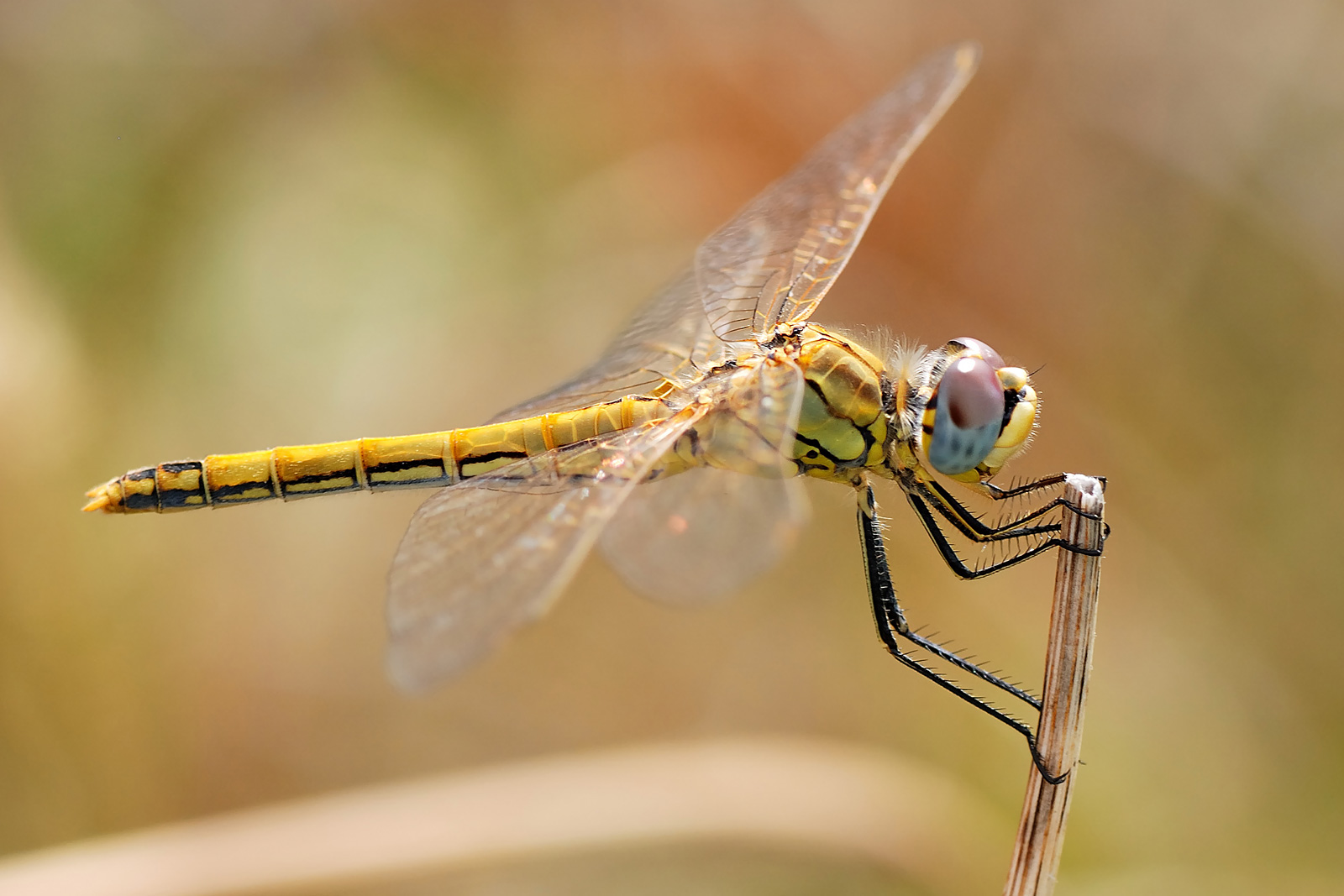
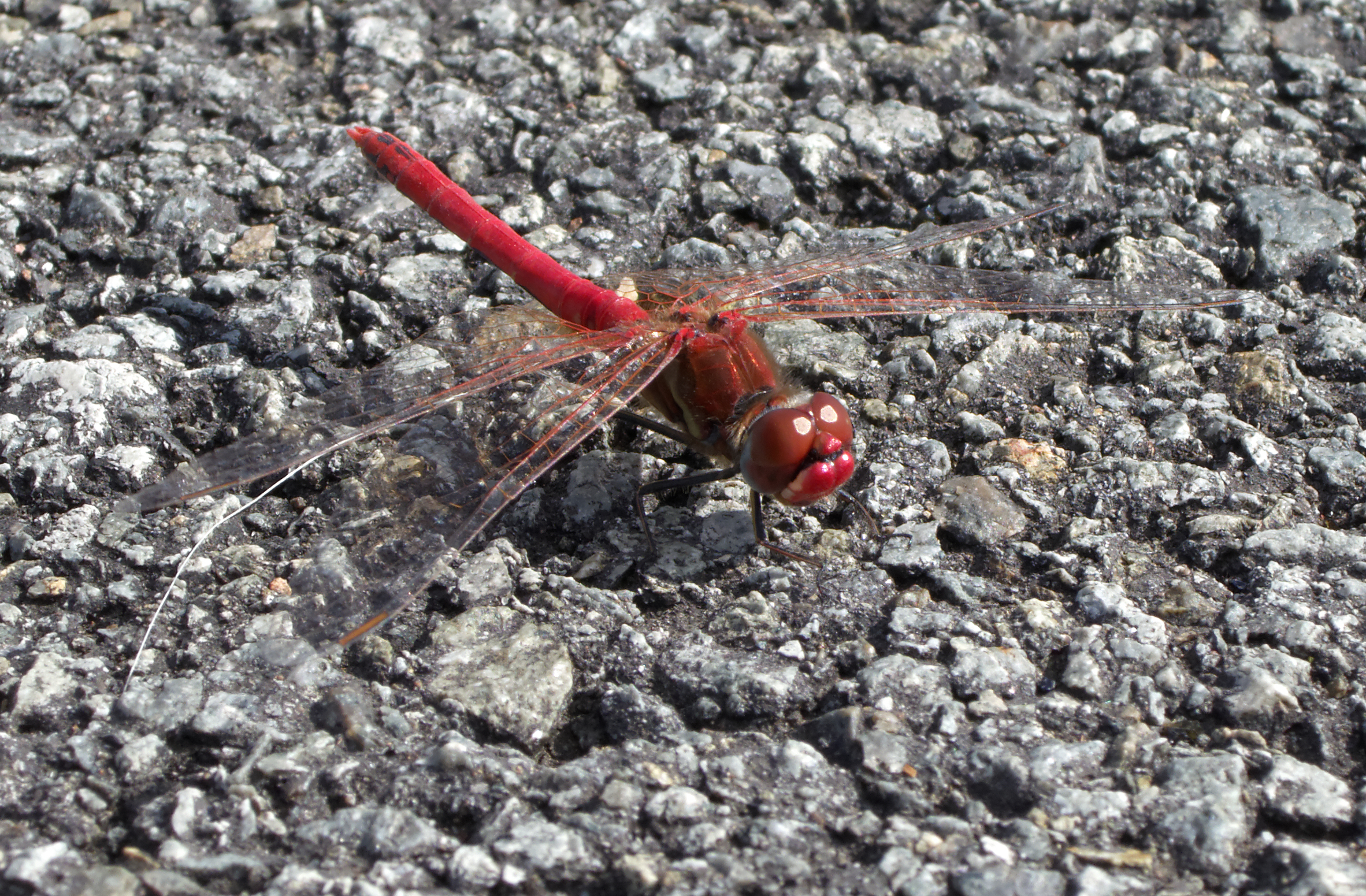